# 倉敷市立粒江小学校
倉敷市立粒江小学校（くらしきしりつ つぶえしょうがっこう）は、岡山県倉敷市粒江にある市立小学校。

## 概要
倉敷市黒石、八軒屋、粒浦、東粒浦、粒江、粒江団地を学区とする小学校である。倉敷川が近くを流れている。1873年に浮洲小学校として設立され、1950年、現在の校名である倉敷市立粒江小学校となった。毎年3月に行われる瀬戸内倉敷ツーデーマーチのコースに組み込まれている。

## 沿革

### 経緯
粒江小学校は、1873年6月、浮洲小学校として創立された。1890年、粒江尋常小学校に、1906年に粒江尋常高等小学校に改称した。国民学校令により、粒江国民学校に改称され、第二次世界大戦降伏後の学制改革によって、粒江小学校となり、1950年、粒江村の倉敷市への合併により、現在の校名となった。

### 年表
- 1873年6月 - 浮洲小学校として創立
- 1890年2月 - 粒江尋常小学校と改称
- 1906年4月 - 粒江尋常高等小学校と改称
- 1941年4月 - 粒江国民学校と改称
- 1947年4月 - 粒江小学校と改称
- 1950年9月1日 - 粒江村の倉敷市への編入合併により、倉敷市立粒江小学校と改称
- 1972年12月 - 給食場が落成する
- 1975年3月 - 体育館が落成する
- 1977年7月 - プールが落成する
- 1982年3月 - クラブハウスが落成する
- 1986年3月 - 運動場照明が設置される
- 1998年11月 - 人権教育研究発表会（岡山県・倉敷市指定）
- 1999年3月 - 教育功労賞・団体表彰

## 教育目標
丈夫な体と豊かな心をもち，たくましく生きる粒江っ子を育てる。

### めざす子ども像
- えがおであいさつ，やさしい子
- じぶんから進んでがんばる子
- つよくて元気で明るい子

## 学校行事
| - 4月 始業式・入学式 - 5月 運動会 - 6月 | - 7月 海の学習 - 8月 学童水泳記録会 - 9月 始業式 | - 10月 - 11月 - 12月 終業式 | - 1月 始業式 - 2月 - 3月 終業式・卒業式 |

## 通学区域
- 倉敷市
  - 黒石，八軒屋，粒浦，東粒浦，粒江，粒江団地[1]

## 進学先中学校
- 倉敷市立新田中学校[2]

## 交通
- JR西日本山陽本線倉敷駅より5.5kｍ
- JR西日本宇野線茶屋町駅より4.2kｍ

## 通学区域が隣接している学校
- 倉敷市立葦高小学校
- 倉敷市立倉敷西小学校
- 倉敷市立帯江小学校
- 倉敷市立天城小学校
- 倉敷市立郷内小学校
- 倉敷市立第二福田小学校